# Patinação artística na Universíada de Inverno de 2017 - Dança no gelo
A competição individual masculino da patinação artística na Universíada de Inverno de 2017 foi realizada na Almaty Arena, em Almaty, Cazaquistão. A dança curta foi disputada no dia 2 de fevereiro e a dança livre no dia 4 de fevereiro.

## Medalhistas
| Ouro   | UKR Oleksandra Nazarova / Maksym Nikitin |
| Prata  | RUS Sofia Evdokimova / Egor Bazin        |
| Bronze | GER Shari Koch / Christian Nüchtern      |

## Resultados

### Programa curto
| Pos. | Nome                                      | TSS   | TES   | PCS   | SS   | TR   | PE   | CH   | IN   | Ded  | StN |
| ---- | ----------------------------------------- | ----- | ----- | ----- | ---- | ---- | ---- | ---- | ---- | ---- | --- |
| 1    | UKR Oleksandra Nazarova / Maksym Nikitin  | 64.12 | 33.00 | 31.12 | 7.75 | 7.65 | 7.65 | 7.90 | 7.95 | 0.00 | 6   |
| 2    | RUS Sofia Evdokimova / Egor Bazin         | 63.96 | 34.12 | 29.84 | 7.45 | 7.20 | 7.60 | 7.40 | 7.65 | 0.00 | 12  |
| 3    | GER Shari Koch / Christian Nüchtern       | 62.32 | 34.76 | 27.56 | 6.90 | 6.60 | 6.95 | 6.95 | 7.05 | 0.00 | 8   |
| 4    | GER Katharina Müller / Tim Dieck          | 61.32 | 32.92 | 28.40 | 7.00 | 6.90 | 7.20 | 7.10 | 7.30 | 0.00 | 4   |
| 5    | CHN Chen Hong / Zhao Yan                  | 55.02 | 30.26 | 24.76 | 6.20 | 5.80 | 6.30 | 6.20 | 6.45 | 0.00 | 7   |
| 6    | CZE Nicole Kuzmichova / Alexandr Sinicyn  | 54.90 | 29.42 | 25.48 | 6.40 | 6.10 | 6.40 | 6.45 | 6.50 | 0.00 | 9   |
| 7    | RUS Vasilisa Davankova / Anton Shibnev    | 54.60 | 28.60 | 26.00 | 6.60 | 6.25 | 6.50 | 6.65 | 6.50 | 0.00 | 10  |
| 8    | FIN Juulia Turkkila / Matthias Versluis   | 50.60 | 27.60 | 23.00 | 5.65 | 5.50 | 5.65 | 5.85 | 6.10 | 0.00 | 3   |
| 9    | GER Jennifer Urban / Benjamin Steffan     | 49.54 | 26.06 | 24.48 | 6.15 | 5.85 | 5.85 | 6.40 | 6.35 | 1.00 | 14  |
| 10   | FRA Mathilde Harold / Maël Demougeot      | 45.90 | 23.70 | 22.20 | 5.55 | 5.30 | 5.50 | 5.70 | 5.70 | 0.00 | 1   |
| 11   | RUS Maria Stavitskaia / Andrei Bagin      | 43.80 | 21.16 | 22.64 | 5.80 | 5.40 | 5.55 | 5.85 | 5.70 | 0.00 | 2   |
| 12   | CHN Guo Yuzhu / Zhao Pengkun              | 42.80 | 22.80 | 20.00 | 4.95 | 4.75 | 5.05 | 5.20 | 5.05 | 0.00 | 13  |
| 13   | CHN Wang Xiaotong / Zhao Kaige            | 38.82 | 19.78 | 19.04 | 4.85 | 4.50 | 4.65 | 5.05 | 4.75 | 0.00 | 5   |
| 14   | BLR Kristsina Kaunatskaia / Yuri Hulitski | 33.94 | 17.54 | 16.40 | 4.15 | 3.95 | 4.15 | 4.15 | 4.10 | 0.00 | 11  |

### Patinação livre
| Pos. | Nome                                      | TSS    | TES   | PCS   | SS   | TR   | PE   | CH   | IN   | Ded  | StN |
| ---- | ----------------------------------------- | ------ | ----- | ----- | ---- | ---- | ---- | ---- | ---- | ---- | --- |
| 1    | UKR Oleksandra Nazarova / Maksym Nikitin  | 101.50 | 53.50 | 48.00 | 7.90 | 7.70 | 8.00 | 8.15 | 8.25 | 0.00 | 12  |
| 2    | RUS Sofia Evdokimova / Egor Bazin         | 93.00  | 48.90 | 44.10 | 7.35 | 7.05 | 7.35 | 7.50 | 7.50 | 0.00 | 14  |
| 3    | GER Shari Koch / Christian Nüchtern       | 91.68  | 49.20 | 42.48 | 7.10 | 6.90 | 7.05 | 7.20 | 7.15 | 0.00 | 13  |
| 4    | RUS Vasilisa Davankova / Anton Shibnev    | 83.26  | 42.52 | 40.74 | 6.80 | 6.45 | 6.90 | 6.90 | 6.90 | 0.00 | 7   |
| 5    | CHN Chen Hong / Zhao Yan                  | 82.22  | 44.00 | 38.22 | 6.50 | 6.15 | 6.45 | 6.30 | 6.45 | 0.00 | 10  |
| 6    | FRA Mathilde Harold / Maël Demougeot      | 80.14  | 43.84 | 36.30 | 5.85 | 5.80 | 6.10 | 6.15 | 6.35 | 0.00 | 6   |
| 7    | CZE Nicole Kuzmichova / Alexandr Sinicyn  | 80.10  | 41.22 | 38.88 | 6.50 | 6.25 | 6.55 | 6.50 | 6.60 | 0.00 | 9   |
| 8    | GER Katharina Müller / Tim Dieck          | 79.90  | 39.80 | 41.10 | 6.75 | 6.75 | 6.75 | 7.05 | 6.95 | 1.00 | 11  |
| 9    | FIN Juulia Turkkila / Matthias Versluis   | 79.52  | 42.62 | 36.90 | 6.05 | 5.90 | 6.20 | 6.30 | 6.30 | 0.00 | 8   |
| 10   | GER Jennifer Urban / Benjamin Steffan     | 77.38  | 40.04 | 38.34 | 6.30 | 6.10 | 6.40 | 6.60 | 6.55 | 1.00 | 5   |
| 11   | CHN Guo Yuzhu / Zhao Pengkun              | 69.68  | 38.12 | 31.56 | 5.20 | 5.05 | 5.30 | 5.40 | 5.35 | 0.00 | 4   |
| 12   | RUS Maria Stavitskaia / Andrei Bagin      | 67.46  | 33.86 | 33.60 | 5.55 | 5.35 | 5.55 | 5.85 | 5.70 | 0.00 | 1   |
| 13   | CHN Wang Xiaotong / Zhao Kaige            | 61.20  | 32.68 | 29.52 | 4.90 | 4.65 | 4.90 | 5.15 | 5.00 | 1.00 | 2   |
| 14   | BLR Kristsina Kaunatskaia / Yuri Hulitski | 52.92  | 28.36 | 25.56 | 4.25 | 4.05 | 4.15 | 4.60 | 4.25 | 1.00 | 3   |

### Geral
| Pos.              | Nome                                      | Pontos | DC         | DL         |
| ----------------- | ----------------------------------------- | ------ | ---------- | ---------- |
| Medalha de ouro   | UKR Oleksandra Nazarova / Maksym Nikitin  | 165.62 | 64.12 (1)  | 101.50 (1) |
| Medalha de prata  | RUS Sofia Evdokimova / Egor Bazin         | 156.96 | 63.96 (2)  | 93.00 (2)  |
| Medalha de bronze | GER Shari Koch / Christian Nüchtern       | 154.00 | 62.32 (3)  | 91.68 (3)  |
| 4                 | GER Katharina Müller / Tim Dieck          | 141.22 | 61.32 (4)  | 79.90 (8)  |
| 5                 | RUS Vasilisa Davankova / Anton Shibnev    | 137.86 | 54.60 (7)  | 83.26 (4)  |
| 6                 | CHN Chen Hong / Zhao Yan                  | 137.24 | 55.02 (5)  | 82.22 (5)  |
| 7                 | CZE Nicole Kuzmichova / Alexandr Sinicyn  | 135.00 | 54.90 (6)  | 80.10 (7)  |
| 8                 | FIN Juulia Turkkila / Matthias Versluis   | 130.12 | 50.60 (8)  | 79.52 (9)  |
| 9                 | GER Jennifer Urban / Benjamin Steffan     | 126.92 | 49.54 (9)  | 77.38 (10) |
| 10                | FRA Mathilde Harold / Maël Demougeot      | 126.04 | 45.90 (10) | 80.14 (6)  |
| 11                | CHN Guo Yuzhu / Zhao Pengkun              | 112.48 | 42.80 (12) | 69.68 (11) |
| 12                | RUS Maria Stavitskaia / Andrei Bagin      | 111.26 | 43.80 (11) | 67.46 (12) |
| 13                | CHN Wang Xiaotong / Zhao Kaige            | 100.02 | 38.82 (13) | 61.20 (13) |
| 14                | BLR Kristsina Kaunatskaia / Yuri Hulitski | 86.86  | 33.94 (14) | 52.92 (14) |

Legenda
| Recorde mundial      | Recorde mundial (World record)               |                       | Recorde africano                      | Recorde africano (African) |                                           | Q | Classificado por posição (Qualified) |
| Recorde olímpico     | Recorde olímpico (Olympic record)            | Recorde da América    | Recorde da América (Americas)         | q                          | Classificado por melhor tempo (Qualified) |   |                                      |
| Melhor marca do ano  | Melhor marca do ano (World leading)          | Recorde asiático      | Recorde asiático (Asian)              | DNS                        | Não largou (Did not start)                |   |                                      |
| Recorde nacional     | Recorde nacional (National record)           | Recorde europeu       | Recorde europeu (European)            | DNF                        | Não terminou (Did not finish)             |   |                                      |
| Recorde pessoal      | Recorde pessoal do atleta (Personal best)    | Recorde da Oceania    | Recorde da Oceania (Oceania)          | DSQ / DQ                   | Desclassificado (Disqualified)            |   |                                      |
| Recorde da temporada | Recorde da temporada do atleta (Season best) | Recorde sul-americano | Recorde sul-americano (South America) | NM                         | Sem marca (No mark)                       |   |                                      |